# Oddział Wojskowy Ochotników Wschodu
Oddział Wojenny Ochotników Wschodu (niem. Zerstorungskommando "Bischler", ros. Военная команда охотников Востока) – kolaboracyjny oddział antypartyzancki złożony z Rosjan podczas II wojny światowej
Oddział został sformowany z inicjatywy SD w rejonie Dorohobuża w poł. lipca 1942 r. Jego zadaniem była walka z partyzantami. Na jego czele stanął Władimir A. Biszlier. Funkcję jego zastępcy objął Iwan E. Dombrowski, który kierował wywiadem i kontrwywiadem. Z ramienia SD do oddziału został odkomenderowany Alex Stahl. Oddział osiągnął liczebność ok. 600 ludzi. Składał się z ośmiu kompanii niszczycielskich, oddziału ochrony sztabu pod dowództwem Andrieja P. Łochodynowa, kompanii specjalnego przeznaczenia (jagdkomandy), kompanii karabinów maszynowych, dywizjonu artylerii pod dowództwem Dmitrija J. Ałbuła i pododdziału moździerzy. Ponadto oddziałowi podporządkowała się policja pomocnicza Dorohobuża (45 osób) i okoliczne policje wiejskie, liczące ok. 830 osób. We wsiach powstała sieć agentów, zaś do oddziałów partyzanckich wprowadzono licznych konfidentów. Oddział współpracował z Geheime Feldpolizei, żandarmerią polową i regularnymi oddziałami Wehrmachtu. W II poł. 1942 r. oddział brał udział w operacji antypartyzanckiej mającej na celu zlikwidowanie zgrupowań partyzanckich w rejonie Dorohobuża, która doprowadziła do zniszczenia 1 Partyzanckiej Dywizji Strzeleckiej "Дедушка". Udało się też schwytać i zabić wielu wysokich funkcjonariuszy partii bolszewickiej w okręgu dorohobuskim. Do Oddziału dołączyło wielu byłych partyzantów, w tym mjr Leonid T. Łabierko (szef oddziału wywiadowczego sztabu 1 Partyzanckiej Dywizji Strzeleckiej "Дедушка") i kpt. Paweł W. Iwanow (szef sztabu jednostki partyzanckiej). Do wiosny 1943 r. oddział rozrósł się do ok. 1,5 tys. ludzi. Byli to miejscowi ochotnicy, byli wojskowi Armii Czerwonej i byli partyzanci, którzy przeszli na stronę Niemców. Kompanie zgrupowano w pięć batalionów. Ponadto istniał szwadron konny, dywizjon artylerii, oddział ochrony sztabu i warsztaty broni. Na pocz. marca 1943 r., w związku z ofensywą Armii Czerwonej, Oddział Wojenny Ochotników Wschodu wycofał się wraz z policją pomocniczą Dorohobuża i częścią policjantów wiejskich do zachodniej części obwodu smoleńskiego. Tam w dalszym ciągu prowadzili działania antypartyzanckie. W sierpniu 1944 r. oddział przemaszerował do Prus Wschodnich, gdzie we wrześniu tego roku został rozformowany. Większość Rosjan przeszła do Rosyjskiej Armii Wyzwoleńczej (ROA). Część odkomenderowano do szkoły wywiadowczej w celu przerzucenia na sowiecką linię frontu.